# Maria de Jesus
Maria de Jesus dos Santos (* 10. September 1893 in Olival, Ourém, Königreich Portugal; † 2. Januar 2009 in Tomar) war eine portugiesische Supercentenarian und vom 26. November 2008 bis zu ihrem Tode der älteste lebende Mensch der Welt. Sie wurde 115 Jahre und 114 Tage alt. Sie ist die Person aus Portugal mit der längsten verifizierten Lebensspanne.

## Leben
Maria de Jesus wurde am 10. September 1893 in Olival, einer damals noch selbständigen Gemeinde im Königreich Portugal geboren. Im Jahre 1919 heiratete sie José dos Santos, der 1951 verstarb. Maria de Jesus nutzte im Gegensatz dazu, wie es in Portugal üblich ist, den Nachnamen ihres Mannes nicht. Aus der Ehe gingen 5 Kinder hervor. Ihre Tochter Madalena, die 1924 geboren wurde, lebte mit ihrer Mutter zusammen. Diese hinterließ bei ihrem Tod 11 Enkel, 16 Urenkel und 6 Ururenkel. In ihrem gesamten Leben soll sie nur ein einziges Mal in einem Krankenhaus gewesen sein und sich bis zu ihrem Tod guter Gesundheit erfreut haben. In den letzten Lebensjahren war sie allerdings zunehmend in ihrer Mobilität eingeschränkt und benötigte zur Fortbewegung einen Rollator. Zuletzt erkannte sie ihre Angehörigen nicht mehr, da sie starke Probleme mit den Augen und dem Gehör hatte. Allerdings war sie noch immer in der Lage, Besuchern zuzuwinken und zu lächeln. Maria de Jesus lebte ihr Leben lang zu Hause. Sie guckte gerne alte Fotoalben an, genoss die Sonne auf ihrer Terrasse und aß gerne Reis und Eis. Die Pescetarierin gab an, nie Alkohol oder Kaffee getrunken zu haben, und liebte Gemüse.

## Tod
Maria de Jesus starb am 2. Januar 2009 in einem Krankenwagen auf dem Weg ins Krankenhaus an einem septischen Schock aufgrund einer Schwellung.